# Mikel Lejarza
Mikel Lejarza Eguía, alias Lobo comme agent du SECED et alias Gorka comme militant de l'organisation séparatiste ETA, a été infiltré dans l'ETA pour la police espagnole pendant les années 70.

## Infiltration d'ETA
Né au Pays basque et appartenant à une famille bascophone de tradition carliste, il a été recruté dans sa jeunesse au début des soixante-dix par les services secrets espagnols (Service Central de Documentation, SECED) afin de l'infiltrer dans le noyau des dirigeants d'ETA. Il parle parfaitement le basque, ne partage pas les sentiments indépendantistes et, sans être pour autant un idéologue, choisit de lutter aux côtés des forces de l'ordre. Un jeu dangereux et pervers, puisque la tâche qui lui est impartie consiste à se faire passer pour un séparatiste et donner aux autorités des renseignements opérationnels. Ceci s'est produit à une époque d'ébullition politique débordante au Pays basque et en Navarre, alors que de vastes secteurs de la société basque continuent à voir en ETA un mouvement de résistance devant un régime dictatorial.
Lejarza est arrivé à être un des principaux responsables de l'infrastructure d'ETA, curieusement grâce aux moyens matériels et économiques que les appareils de l'État lui fournissaient. Lobo s'est consacré à fournir aux activistes des appartements répartis dans toute l'Espagne, lesquels étaient contrôlés de façon permanente par les services secrets. Lobo a ainsi gagné la confiance d'ETA et est devenu, avec le temps, en partie fondamentale de la structure logistique.

## Pénétration de sa tâche
Il a fourni au régime l'information qui a rendu possible d'étêter en 1975 la direction d'ETA, quand ont été arrêtés les principaux dirigeants à Madrid et Barcelone, parmi lesquels on trouvait Ezkerra et Wilson, avec plus de 150 activistes. L'infiltré s'est toujours opposé à ce que l'opération s'effectue à ce moment car, à son avis, d'avoir attendu un peu plus, on pouvait définitivement démanteler ETA. Après cette action son identité restera au grand jour.
Une des conséquences de cette opération a été que l'évasion de plusieurs membres d'ETA emprisonnés à Ségovie a été avortée. La même année, le 27 septembre 1975, les militants d'ETA Juan Paredes Manot, l'alias Txiki et Angel Otaegi ont été fusillés, en application des peines de mort après les jugements militaires, avec les militants du FRAP José Luis Sánchez Bravo, Ramón García Sanz et Humberto Baena. Ces exécutions, les dernières signées par Franco, ont provoqué une campagne de protestations et d'indignation dans de nombreuses capitales européennes.
Ayant découvert la source de l'information, ETA a mis prix la tête de Mikel Lejarza et a tapissé les rues avec sa photographie sous le titre: "Se Busca" (On recherche). Depuis lors Lobo est l'objectif prioritaire d'ETA. Mikel Lejarza, comme il a été vu dans les médias, a changé de visage dans une opération de chirurgie faciale et vit sous une fausse identité. Il a accordé des entrevues à divers médias.
Depuis 1975 personne ne sait exactement ce qu'est devenu Mikel Lejarza, malgré les entrevues publiées périodiquement depuis quelques années, où il apparaît généralement à visage couvert que les enquêteurs présentent comme Lobo.

## El "Lobo" au cinéma
Depuis le début du siècle une énorme quantité de rapports, de livres, de documentaires et y compris un film à gros budget ont été produits. Le film El Lobo a été produit par Mundoficción - propriété d'Unedisa, éditeur du journal El Mundo et interprété par Eduardo Noriega dans le rôle de Lobo et avec José Coronado dans un rôle secondaire interprétant un fonctionnaire du SECID.

## Voir également
- El Lobo, adaptation cinématographique
- (es) Francisco Lerena Zambrano, connu comme Lobo Azul pour sa réussite de l'infiltration après El Lobo, (wikipedia espagnole)

### Sources et bibliographie
- (es) Cet article est partiellement ou en totalité issu de l’article de Wikipédia en espagnol intitulé « Mikel Lejarza » (voir la liste des auteurs).
- (fr) Jean Chalvidant, ETA : L'enquête, éd. Cheminements, coll. « Part de Vérité », octobre 2003, 426 p. (ISBN 978-2-84478-229-8)
- (es) José María Benegas, Diccionario de Terrorismo, Madrid, Espasa Calpe, coll. « Diccionario Espasa », novembre 2004, 920 p. (ISBN 978-84-670-1609-3)
- (fr) Jacques Massey, ETA : Histoire secrète d'une guerre de cent ans, Paris, Flammarion, coll. « EnQuête », février 2010, 386 p. (ISBN 978-2-08-120845-2)
- (es) Entrevue(audio) par Iñaki Gabilondo sur Cadena SER.
- (es) Chat Rencontres sur El Mundo.
- (es) Le jour où Franco gaspilla ses dernières balles
- (es) Melchor Miralles vend à Telecinco une entrevue avec un El Lobo faux auquel il mit la voix enregistrée du véritable infiltré à ETA.
- (es) Film El Lobo ((es) et (en)).
- (es) Libro, Lobo-Un topo en las entrañas de ETA.